# Neogurelca
Genre
Neogurelca est un genre de lépidoptères (papillons) de la famille des Sphingidae et de la tribu des Macroglossini.

## Systématique
Le genre Neogurelca a été créé en 1993 par les entomologistes Willem Hogenes (d) et Colin Guy Treadaway (d) (1923-2019) avec pour espèce type Neogurelca hyas.

## Liste des espèces
- Neogurelca himachala (Butler, 1876)
- Neogurelca hyas (Walker, 1856) - espèce type
- Neogurelca masuriensis (Butler, 1875)
- Neogurelca montana (Rothschild & Jordan, 1915)
- Neogurelca mulleri (Clark, 1923)
- Neogurelca sonorensis (Clark, 1919)